# Главан Ігор Костянтинович
Ігор Костянтинович Главан (нар. 25 вересня 1990) — український легкоатлет, який спеціалізується в спортивній ходьбі.
До 2017 на національних змаганнях представляв Київську область та тренувався під керівництвом заслуженого тренера України Анатолія Соломіна. Після одруження з легкоатлеткою Вікторією Ференц переїхав до Сум та почав тренуватись під керівництвом Сергія Мірошниченка.

## Спортивні досягнення
Бронзовий призер чемпіонату світу в ходьбі на 50 км (2013). На змаганнях фінішував четвертим з новим рекордом України (3:40.39), проте через шість років отримав бронзову медаль через перерозподіл місць внаслідок дискваліфікації російського ходока Михайла Рижова, який на чемпіонаті фінішував другим.
4-е місце на чемпіонату світу-2015 в ходьбі на 50 км.
Срібний призер Кубка світу з ходьби у командній першості на дистанції 20 км (2012).
Дворазовий срібний призер командного чемпіонату світу з ходьби у особистому та командному заліку на дистанції 50 км (2016).
Чемпіон (2015), срібний (2013) та бронзовий (2017) призер Універсіади у командній першості з ходьби на 20 км.
Срібний (2017) та бронзовий (2013) призер Кубків Європи з ходьби в особистому заліку на дистанції 50 км.
Переможець (2013, 2017) та бронзовий (2021) призер Кубків (командних чемпіонатів) Європи з ходьби в командному заліку на дистанціях 20 та 50 км.
Учасник Олімпійських ігор (2012, 2016).
Багаторазовий чемпіон та призер чемпіонатів України у дисциплінах ходьби.

## Виступи на Олімпіадах
| Ігри | Місто          | Місце        | Дисципліна   |
| ---- | -------------- | ------------ | ------------ |
| 2012 | Лондон         | 16           | ходьба 50 км |
| 2016 | Ріо-де-Жанейро | 35           | ходьба 20 км |
| 2016 | DNF            | ходьба 50 км |              |

## Визнання
- Орден Данила Галицького (2013) — за досягнення високих спортивних результатів на XXVII Всесвітній літній Універсіаді в Казані, виявлені самовідданість та волю до перемоги, піднесення міжнародного авторитету України[7].

## Допінг
Починаючи з 25 липня 2017, відбував дворічну дискваліфікацію за порушення антидопінгових правил.